# Enicospilus serphus
Enicospilus serphus är en stekelart som beskrevs av Ian D. Gauld och Mitchell 1981. Enicospilus serphus ingår i släktet Enicospilus och familjen brokparasitsteklar. Inga underarter finns listade i Catalogue of Life.